# Concurso Nacional de Arte Flamenco
El Concurso Nacional de Arte Flamenco de Córdoba es un certamen de carácter trianual que se celebra en la ciudad de Córdoba (España) desde 1956, con el deseo de rescatar el cante con la pureza tradicional del “viejo Cante Jondo” (que se mantenía al margen de los circuitos de espectáculos) y con el deseo, al mismo tiempo, de no dejar en el olvido el certamen que se celebró en Granada en 1922 impulsado por Manuel de Falla y Federico García Lorca.
El prestigio del Concurso de Córdoba, denominado “concurso de concursos”, no tiene parangón en la historia de la música flamenca. Dada la importancia de la trayectoria que ha seguido desde su creación, el certamen es hoy uno de los principales referente de los certámenes flamencos y el único de su categoría que puede dar el título de Premio Nacional.

## Historia
Nacido en 1956, el Concurso nació y fue promovido desde su primera edición por el Ayuntamiento de Córdoba. En un principio se denominó Concurso Nacional de Cante Jondo, denominación que cambió más adelante por la actual de Concurso Nacional de Arte Flamenco en su cuarta edición, en 1965. Desde 1992 se encarga de su organización y gestión el ahora denominado Instituto Municipal de las Artes Escénicas “Gran Teatro de Córdoba”.
El Concurso se ubicó durante mucho tiempo en la primavera, durante las fiestas del mayo cordobés, realzando así el Festival de los Patios Cordobeses.
En sus años de trayectoria, el Concurso ha alentado e impulsado el flamenco contribuyendo a dignificar la consideración artística y profesional del género y de sus intérpretes. Las sucesivas ediciones celebradas desde entonces constituyen, por otra parte, un rico y exhaustivo panorama de las diversas manifestaciones artísticas del género, valor documental este que ha hecho posible registrar en la reciente historia del arte flamenco el estado y la evolución del cante, el baile y el toque a lo largo del último medio siglo, convirtiendo el certamen, como se ha dicho en alguna ocasión, en un auténtico “laboratorio del flamenco clásico”.
De la importancia del Concurso Nacional de Córdoba (propiciando la revelación de jóvenes valores, proyectando a quienes son ya figuras emergentes o consagrando a los grandes artistas) da buena prueba la larga nómina de nombres con reconocido prestigio que han sido premiados en el certamen cordobés: Rafael Riqueni, Fosforito, Curro de Utrera, Fernanda y Bernarda de Utrera, José Menese, Paco Laberinto, Matilde Coral, Merche Esmeralda, Paco de Lucía, Vicente Soto Sordera, Merengue de Córdoba, La Paquera de Jerez, Víctor Monge "Serranito", Juan Peña El Lebrijano, El Cabrero, Luis de Córdoba, Manolo Sanlúcar, Juan Carmona "Habichuela", Mario Maya, Paco Cepero, El Pele, Paco Peña, José Mercé, Joaquín Grilo, José Antonio Rodríguez, Vicente Amigo, Javier Latorre, Paco Serrano o Antonio el Pipa.
Anselmo González Climent publica su Flamencología en 1955. El poeta Ricardo Molina, amigo del cantaor Antonio Mairena, quedó prendado de ella y concibe un concurso de Cante Jondo a la manera de 1922 en Granada. Lo propone a Antonio Cruz Conde, entonces alcalde de Córdoba, y este engrandece la idea para potenciar el Festival de los Patios Cordobeses. Ricardo Molina, hasta entonces, no iba más allá de algunas experiencias “perolísticas” al pie de la Sierra de Córdoba con Onofre, Navajitas, Pepe Valera o Pepe Lora. El patriarca de todos ellos, José Onofre.
Así es que, una vez con el encargo de gestionar el Concurso, su primer paso es ponerse en contacto con el argentino de San Roque, en Buenos Aires, González Climent. Este le responde con entusiasmo con la idea de colaborar con el poeta y le aconseja sobre la formación del jurado, posibles artistas asesores y de otros extremos fundamentales para tamaña empresa flamenca; asimismo le concreta la necesidad de crear en Córdoba, aprovechando las vivencias del inmediato evento, un Instituto de Flamenco.
Durante todo el mandato de Cruz Conde en el Ayuntamiento de Córdoba estuvieron insistiendo en esa idea del Instituto de Flamenco, pero promesa tras promesa, Cruz Conde cambió a presidir la Diputación Provincial de Córdoba y Córdoba se quedó sin tal Instituto. La Cátedra de Flamencología en Jerez, fundada en 1958, pudo parecer un remedio a esta ambición de Ricardo y Anselmo; pero el tiempo vino a demostrar que los llamados a llevar a cabo esta idea no obtuvieron el aval oficial ni el mecenazgo conveniente.

## Ganadores
2013: XX Concurso Nacional de Arte Flamenco de Córdoba
- Primer Premio de Cante: Manuel Domínguez Gallardo “El Cástulo” (Mairena del Alcor, 1970)
- Segundo Premio de Cante: Pedro Heredia Reyes “Pedro El Granaíno” (Granada, 1973)
- Primer Premio de Guitarra: Severiano Jiménez Flores “Niño Seve” (Córdoba, 1982)
- Segundo Premio de Guitarra (ex aequo): Javier Conde Santos (Cáceres, 1988) y Santiago Lara Puerto (Sevilla, 1984)
- Primer Premio de Baile: Mercedes Ruiz Muñoz “Mercedes de Córdoba” (Córdoba, 1980)
- Segundo Premio de Baile: Jesús Carmona Moreno (Barcelona, 1985)

2016: XXI Concurso Nacional de Arte Flamenco de Córdoba
- Premio de Cante: José Anillo Salazar “José Anillo” (Cádiz, 1978)
- Premio de Guitarra: Francisco Antonio Prieto Tenorio “El Currito” (Córdoba, 1984)
- Premio de Baile: Juan Antonio Fernández Montoya “Barullo” (Sevilla, 1990)

2019: XXII Concurso Nacional de Arte Flamenco de Córdoba
- Premio de Cante: Francisco Escudero Márques “El Perrete” (Badajoz, 1992)
- Premio de Guitarra: José Fermín Fernández (Granada, 1995)
- Premio de Baile: Florencia O’Ryan Zúñiga “Florencia Oz” (Santiago de Chile, 1987)

2022: XXIII Concurso Nacional de Arte Flamenco de Córdoba
- Premio de Cante: Rafael Plantón Heredia “Rafa del Calli” (Córdoba, 1993)
- Premio de Guitarra: Desierto
- Premio de Baile: Juan Tomás Domínguez Cancela “Juan Tomás de la Molía” (Trebujena, 2020)

## Concursos
- I Concurso Nacional de Cante Jondo en Córdoba
- II Concurso Nacional de Cante Jondo y Flamenco en Córdoba
- III Concurso Nacional de Cante Flamenco en Córdoba
- IV Concurso Nacional de Arte Flamenco de Córdoba
- V Concurso Nacional de Arte Flamenco de Córdoba
- VI Concurso Nacional de Arte Flamenco de Córdoba
- VII Concurso Nacional de Arte Flamenco de Córdoba
- VIII Concurso Nacional de Arte Flamenco de Córdoba
- IX Concurso Nacional de Arte Flamenco de Córdoba
- X Concurso Nacional de Arte Flamenco de Córdoba
- XI Concurso Nacional de Arte Flamenco de Córdoba
- XII Concurso Nacional de Arte Flamenco de Córdoba
- XIII Concurso Nacional de Arte Flamenco de Córdoba
- XIV Concurso Nacional de Arte Flamenco de Córdoba
- XV Concurso Nacional de Arte Flamenco de Córdoba
- XVI Concurso Nacional de Arte Flamenco de Córdoba
- XVII Concurso Nacional de Arte Flamenco de Córdoba
- XVIII Concurso Nacional de Arte Flamenco de Córdoba